# ウィリアム・ゴールディング
ウィリアム・ジェラルド・ゴールディング（William Gerald Golding, CBE 1911年9月19日 - 1993年6月19日）は、イギリスの小説家。ジュール・ヴェルヌの『十五少年漂流記』を架空の未来に移して、少年たちの根源悪が噴出する様子を描いた小説『蝿の王』（1954年）で知られる。

## 経歴
コーンウォール、ニューキーの生まれ。父祖代々の学校教師の家系で、父アレックはグラマースクールの教師、母ミルドレッドは婦人参政権運動家であった。オックスフォード大学ブレーズノーズ・カレッジに学ぶ。はじめ父の意向で科学を専攻したが、2年後英文学研究に転じた。1934年、抒情詩29篇を収めた『詩集』Poemsを出版。1935年に大学を卒業、ソールズベリのビショップ・ワーズワース学校 (en:Bishop Wordsworth's School) の教師となる。この学校には戦争による中断を挟んで1961年まで在職し、英語と哲学を教えた。1940年海軍に志願し、第二次世界大戦に従軍、戦艦ビスマルクの撃沈やノルマンディー上陸作戦にも参加している。生まれも軍事基地の近くだったため、人間が互いに殺しあうという残酷さや人の心の根底にある悪というものへのこだわりは、彼の創作の強いモチーフとなる。1962年教職を退き、以降は著作や講演に専念する。
1979年にジェイムズ・テイト・ブラック記念賞、1983年ノーベル文学賞を受賞した。イギリスの代表的な文学賞であるブッカー賞も、1980年に受賞している。
1988年に大英帝国勲章CBEを受章。
また、ジェームズ・ラブロックによって提唱された仮説ガイア理論の名づけ親でもある。

## 主要な作品
- 蝿の王 - Lord of the Flies （1954年）
  - 平井正穂訳　世界文学全集　集英社、1965　のち新潮文庫、集英社文庫　
  - 黒原敏行訳（新訳版）、ハヤカワepi文庫、2017
- 後継者たち - The Inheritors （1955年）
  - 小川和夫訳　世界の文学　中央公論社、1971、ハヤカワepi文庫、2017
- ピンチャー・マーティン - Pincher Martin （1956年）
  - 井出弘之訳　世界の文学　集英社、1977　のち集英社文庫
- 蠍の神様　井出訳　上同
- 自由な転落 - Free Fall （1960年）
  - 小川和夫訳　上同
- 尖塔 - The Spire （1964年）
  - 尖塔 ザ・スパイア 宮原一成・吉田徹夫共訳　開文社出版　2006.5
- ピラミッド - The Pyramid （1967年）
  - 我が町、ぼくを呼ぶ声 井出弘之訳　集英社　1980.7　現代の世界文学　のち集英社文庫
- ありえざる伝説 宇野利泰・峯岸久訳　ハヤカワ文庫 1983.10
- 可視の闇 - Darkness Visible （1979年）
  - 吉田徹夫・宮原一成監訳 福岡現代英国小説談話会訳　開文社出版,2000.6.
- 通過儀礼 - Rites of Passage （1980年）
  - 伊藤豊治訳　開文社出版　2001.5